# 伊斯梅尔·哈尼亚
伊斯梅尔·哈尼亚（羅馬化：Ismaʻīl Haniyya 发音ⓘ；1963年1月29日—2024年7月31日），前哈马斯政治领袖。2006年2月21日獲巴勒斯坦民族权力机构主席马哈茂德·阿巴斯任命为巴勒斯坦总理，2007年6月14日被阿巴斯单方面解职。
2024年7月31日，哈馬斯發布官方聲明，宣布其首席政治領袖伊斯梅爾·哈尼亞在伊朗首都德黑蘭遭襲擊身亡。哈尼亞前一日剛與伊朗最高領袖阿里·哈梅內伊和總統馬蘇德·佩澤什基安會面。

## 背景
伊斯梅尔·哈尼亚1963年生于加沙附近靠近地中海的海滩难民营，在动荡和贫穷中长大的他甚至不记得自己的出生日期。1987年哈尼亚进入加沙伊斯兰大学学习阿拉伯文学，在这所宗教激进势力很强的学校中，他成为一个学生运动的活跃分子。在他入学的同年，哈马斯在加沙成立。以色列于1989年宣布哈马斯为非法组织。1992年，以色列将哈尼亚等四百多名哈马斯成员驱逐到黎巴嫩。第二年哈尼亚获释重返加沙，并成为伊斯兰大学校长，哈马斯学生运动领袖。
已故哈马斯精神领袖谢赫·艾哈迈德·亚辛很器重哈尼亚，1998年任命他为自己的办公室主任，代表哈马斯与巴勒斯坦自治政府及相关各方谈判。

## 經歷
2006年1月26日，哈马斯在巴勒斯坦第二次立法委员会选举中获得132个席位中的74席，远远超过其他党派（民族解放运动法塔赫获得43席），成为第一大党。2月18日，立法委员会宣誓就职并召开第一次会议。会议选举哈马斯领导人阿齐兹·杜维克为立法委员会主席，杜维克在就职典礼之前宣布：“哈马斯已经决定提名伊斯梅尔·哈尼亚为下届总理人选。”2月21日，巴勒斯坦民族权力机构主席马赫姆得·阿巴斯正式任命哈尼亚为巴勒斯坦总理，责成他组建新一届政府，3月29日宣誓就職。
2007年3月17日，由巴勒斯坦伊斯兰抵抗运动（哈马斯）与民族解放运动（法塔赫）负责组建的巴勒斯坦民族联合政府宣誓就职。伊斯梅尔·哈尼亚留任联合政府总理。
2007年6月14日，因哈馬斯和法塔赫之間的衝突加劇，巴勒斯坦民族权力机构主席阿巴斯宣布解散政府，巴勒斯坦进入紧急状态，使哈尼亚被迫下野，哈马斯拒絕承认阿巴斯这一决议。6月15日，阿巴斯委任原民族联合政府财政部长萨拉姆·法耶兹担任新总理，负责组建紧急政府。同時爆發了加沙之戰，此後哈尼亞在哈馬斯控制的加沙地带執政。2017年5月6日，哈尼亞當選哈馬斯政治局主席，他從加薩移居至卡達以就任該職。
2024年5月20日，国际刑事法院检察官卡里姆·艾哈迈德汗申請了對哈尼亚的逮捕令。此外，他还申請了以色列總理內塔尼亞胡与兩名哈馬斯成員哈馬斯加沙地区领导人叶海亚·辛瓦尔和伊宰·丁·卡桑烈士旅領導人穆罕默德·德伊夫以及以色列國防部部長約阿夫·加蘭特的逮捕令。
2024年7月31日，哈馬斯發布官方聲明，宣布其首席政治領袖伊斯梅爾·哈尼亞在伊朗首都德黑蘭遭襲擊身亡。哈尼亞前一日剛與伊朗最高領袖阿里·哈梅內伊和總統馬蘇德·佩澤希齊揚會面。
2024年8月2日，哈尼亞在卡塔尔下葬。

## 個人生活
哈尼亞有13個孩子。2012年至2014年期間，他的家人在以色列接受治療。2016年9月，哈尼亞和妻子以及兩個兒子離開加沙地帶，此後一直在卡塔爾多哈定居。2023年10月17日，哈尼亞位於加沙的住宅遭到以色列轟炸，造成14人死亡，其中就包括哈尼亞的兄弟和侄子。2024年4月10日，哈尼亞三個兒子和4个孙子又在沙提難民營附近被以色列炸死。以哈戰爭爆发以来，他已有约60名亲人在战火中丧生。